# Nicolae Văcăroiu
Nicolae Văcăroiu (wym. [nikoˈla.e vəkəˈroju]; ur. 5 grudnia 1943 w m. Cetatea Albă) – rumuński ekonomista i polityk, w latach 1992–1996 premier Rumunii, od 2000 do 2008 przewodniczący Senatu, od kwietnia do maja 2007 pełniący obowiązki prezydenta Rumunii.

## Życiorys
Ukończył w 1969 studia w Akademii Studiów Ekonomicznych w Bukareszcie ze specjalnością finanse i kredyty. Do 1990 pracował na różnych stanowiskach w państwowym komitecie planowania, od 1987 jako dyrektor generalny tej instytucji. Prowadził również działalność akademicką na macierzystej uczelni oraz na Uniwersytecie Bukareszteńskim. Od 1990 obejmował stanowiska w administracji państwowej – był wiceministrem gospodarki narodowej, sekretarzem stanu w resorcie finansów, gdzie kierował departamentem podatkowym, a także przewodniczącym międzyresortowej komisji ds. gwarancji i kredytów w handlu zagranicznym.
Po zwycięstwie Demokratycznego Frontu Ocalenia Narodowego (przekształconego później w Partię Socjaldemokracji w Rumunii i następnie w Partię Socjaldemokratyczną) w wyborach parlamentarnych Nicolae Văcăroiu 4 listopada 1992 stanął na czele rządu. Stanowisko premiera zajmował przez całą kadencję parlamentu do 12 grudnia 1996.
W 1996, 2000 i 2004 z ramienia socjaldemokratów był wybierany do Senatu. W latach 2000–2008 przez dwie kadencje pełnił funkcję przewodniczącego tej izby. Od 20 kwietnia do 23 maja 2007 czasowo wykonywał obowiązki prezydenta Rumunii, gdy prezydent Traian Băsescu został zawieszony przez parlament.
W 2008 wkrótce przed końcem kadencji Nicolae Văcăroiu złożył mandat senatora w związku z powołaniem go na funkcję prezesa Izby Obrachunkowej, którą kierował do 2016.

## Odznaczenia
Odznaczony m.in. Krzyżem Kawalerskim i Oficerskim Orderu Gwiazdy Rumunii.